# Föreningsbanken i Finland

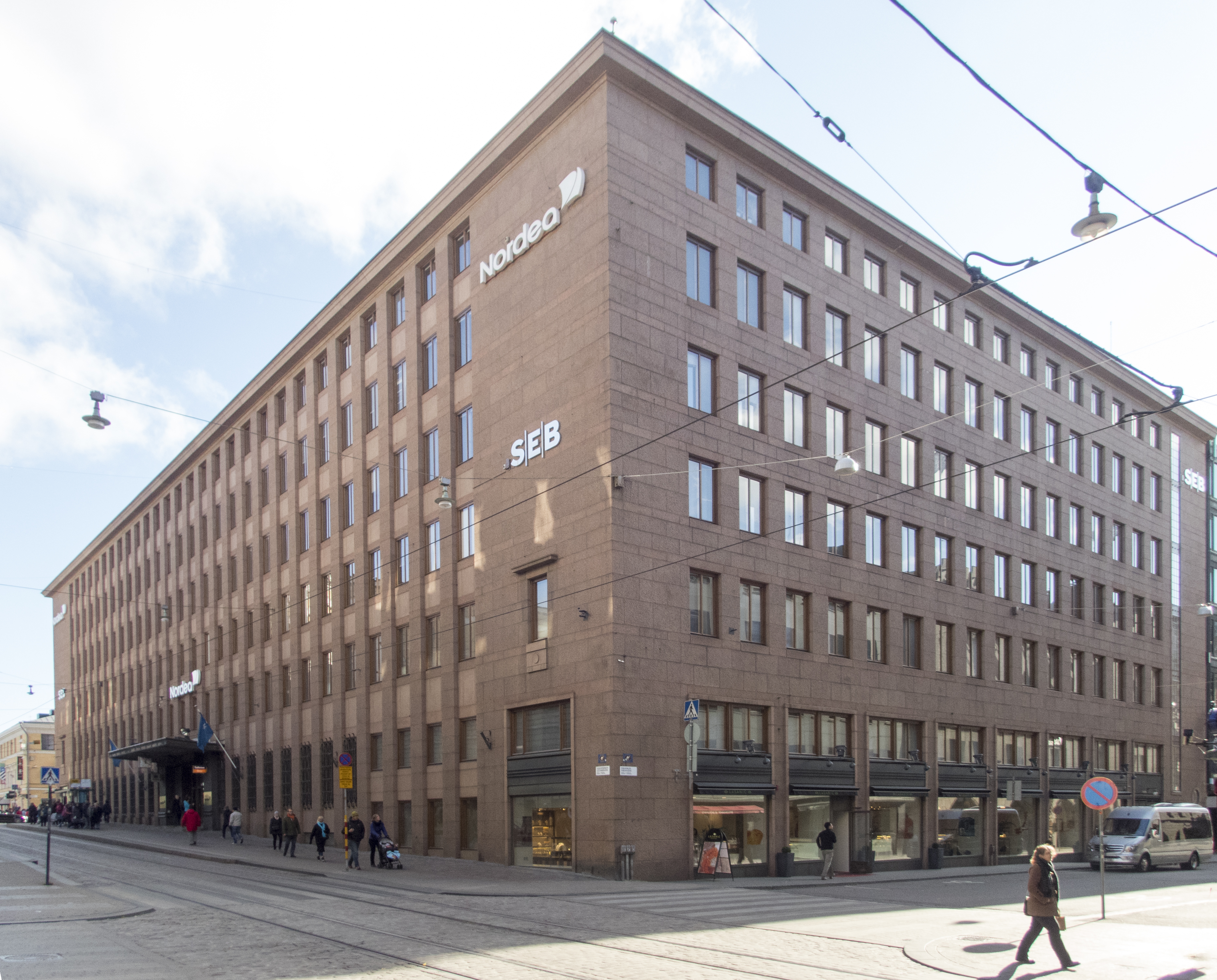
Bankens senare huvudkontor på Alexandersgatan i Helsingfors

Föreningsbanken i Finland (FBF), (1862–1919 Finska föreningsbanken, 1919–1975 Nordiska föreningsbanken, NFB) På finska Suomen Yhdyspankki. SYP, tidigare Pohjoismaiden Yhdyspankki, PYP,  var Finlands första affärsbank. Banken grundades 1862. År 1995 slogs Föreningsbanken ihop med Kansallis-Osake-Pankki (KOP) till Merita Bank, som 1998 slogs ihop med Nordbanken och bildade efter ännu ytterligare några sammanslagningar Nordea. Föreningsbankens huvudkontor låg i Helsingfors på Alexandersgatan. Den första huvudkontorsbyggnaden, som är ritat av den finländske arkitekten Gustaf Nyström, stod färdig 1898. 1936 restes en ny byggnad på samma gata ritad av Ole Gripenberg.

## Verkställande direktörer
- Henrik Borgström d.y. (1862–1865)
- August Törnqvist (1865–1867)
- Leo Mechelin (1867–1872)
- Jean Cronstedt (1872–1907)
- Alfred Norrmén (1907–1913)
- August Ramsay (1913–1919)
- Leonard von Pfaler (1919–1928)
- Alexander Frey (1928–1945)
- Rainer von Fieandt (1945–1955)
- Göran Ehrnrooth (1955–1970)
- Mika Tiivola (1970–1989)
- Ahti Hirvonen (1989–1992)
- Vesa Vainio (1992–1995)